# Caio Vetúsio Gêmino Cicurino
Caio Vetúsio Gêmino Cicurino (em latim: Gaius Vetusius Geminus Cicurinus), conhecido também como Públio Vetúsio Gêmino Cicurino (em latim: Publius Vetusius Geminus Cicurinus) foi um político romano do início do período republicano do século V a.C. Foi cônsul em 499 a.C. juntamente com Tito Ebúcio Elva. Era membro da família patrícia dos Vetúrios (em latim: Veturia).

## História
Durante seu mandato como cônsul, os romanos cercaram a cidade de Fidenas (em latim: Fidenae) e a tomaram. No mesmo ano, os latinos também anunciaram uma revolta contra os romanos.
De acordo com Lívio (II, 19), seu prenome é Caio, mas, segundo Dionísio de Halicarnasso, foi chamado de Públio (em latim: Publius). Na verdade, aparentemente Publius era o nome correto, pois Públio Vetúrio foi um dos primeiros questores e é provável que ele tenha sido a mesma pessoa que foi cônsul em 499 a.C.
Seu cognome, "Gêmino" (em latim: Geminus), chama a atenção ao seu (presumido) irmão gêmeo, Tito Vetúrio Gêmino Cicurino, que foi cônsul em 494 a.C.